# Sinfonías de París

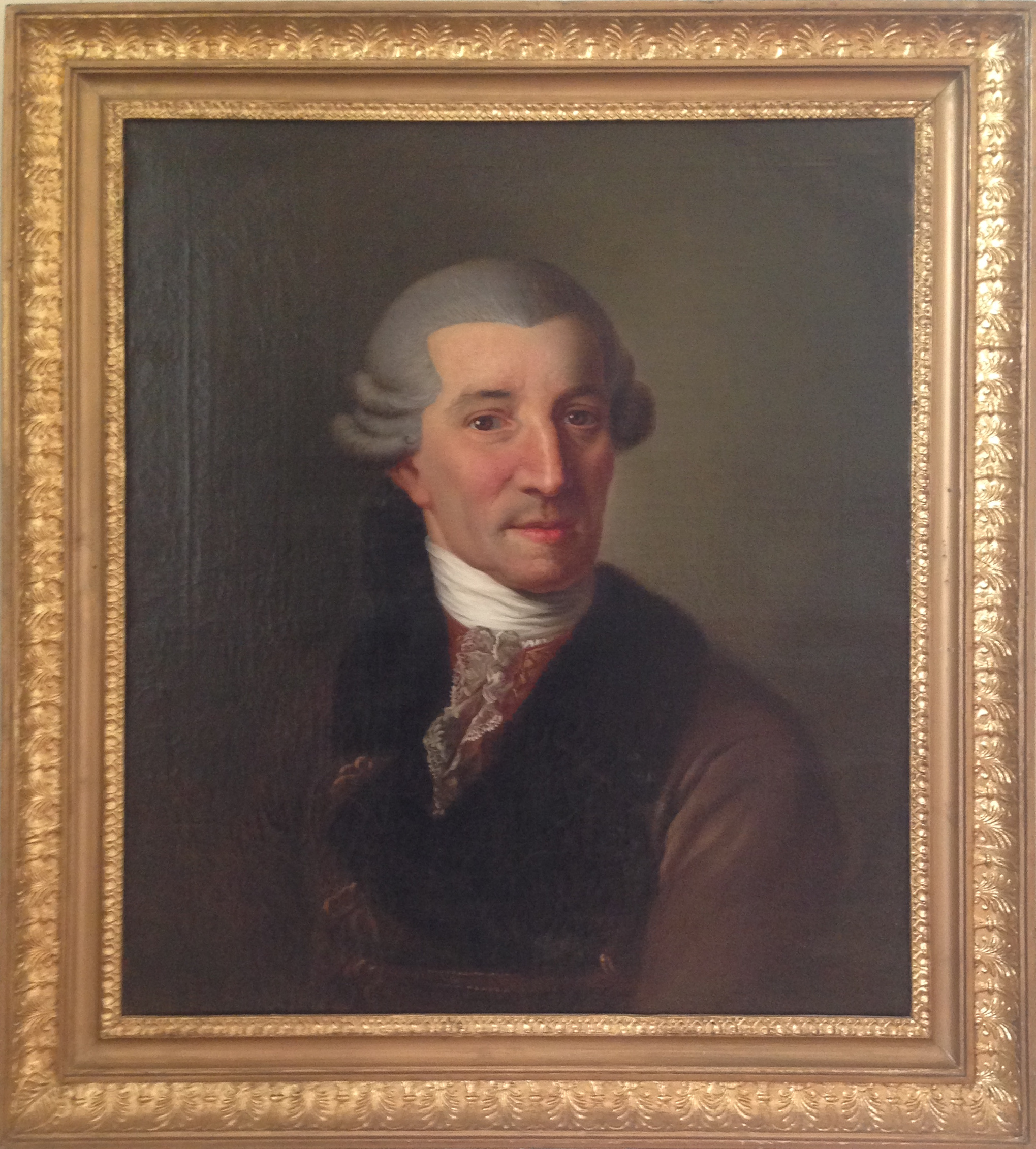
Haydn en 1785.

Las Sinfonías de París son un conjunto de seis sinfonías compuestas por Joseph Haydn entre 1784 y 1786. Estas piezas fueron interpretadas en el Concert Spirituel, el Concert de la Loge Olympique (en francés, Concierto de la Logia Olímpica) y el Concert de Amateurs (en francés, Concierto de aficionados) en París.

## Historia

### El encargo
El Concert de la Loge Olympique (Concierto de la Logia Olímpica) era una sociedad musical parisina, de ahí el nombre del conjunto Sinfonías de París. Su ciclo de conciertos fue instituido en 1780 y se contaba entre los más prestigiosos de Francia. María Antonieta asistía en ocasiones, al igual que varios funcionarios de la corte de Versalles.
En 1784 el Consejo de administración del Concert de la Loge Olympique pidió a Haydn que escribiera seis sinfonías para su ciclo. Era el primer encargo extranjero recibido por el compositor, que había pasado la mayor parte de su vida profesional al servicio de los Esterházy. El responsable individual del encargo fue Claude-François-Marie Rigolet, conde d'Ogny (1757-1790), un aristócrata que a la sazón tenía unos veinte años de edad. El conde, que ostentaba el cargo de «Intendant Général des Postes» (en francés, «Intendente General del Correo»), creció en un ambiente muy musical, en el que su padre llevaba una amplia colección de partituras manuscritas. Sin embargo, el patrocinio de la música debió suponer un gasto excesivo para el conde, que dejó a su muerte una enorme deuda de 100.000 libras.
Las negociaciones con Haydn eran llevadas a cabo, a petición del conde d'Ogny, por Joseph Boulogne, Caballero de San Jorge, quien era el concertino de la orquesta de la Loge Olympique. Haydn recibió 25 luises de oro por cada sinfonía, más 5 luises por los derechos de publicación franceses. Al parecer esta  suma fue muy satisfactoria para Haydn.

### Composición

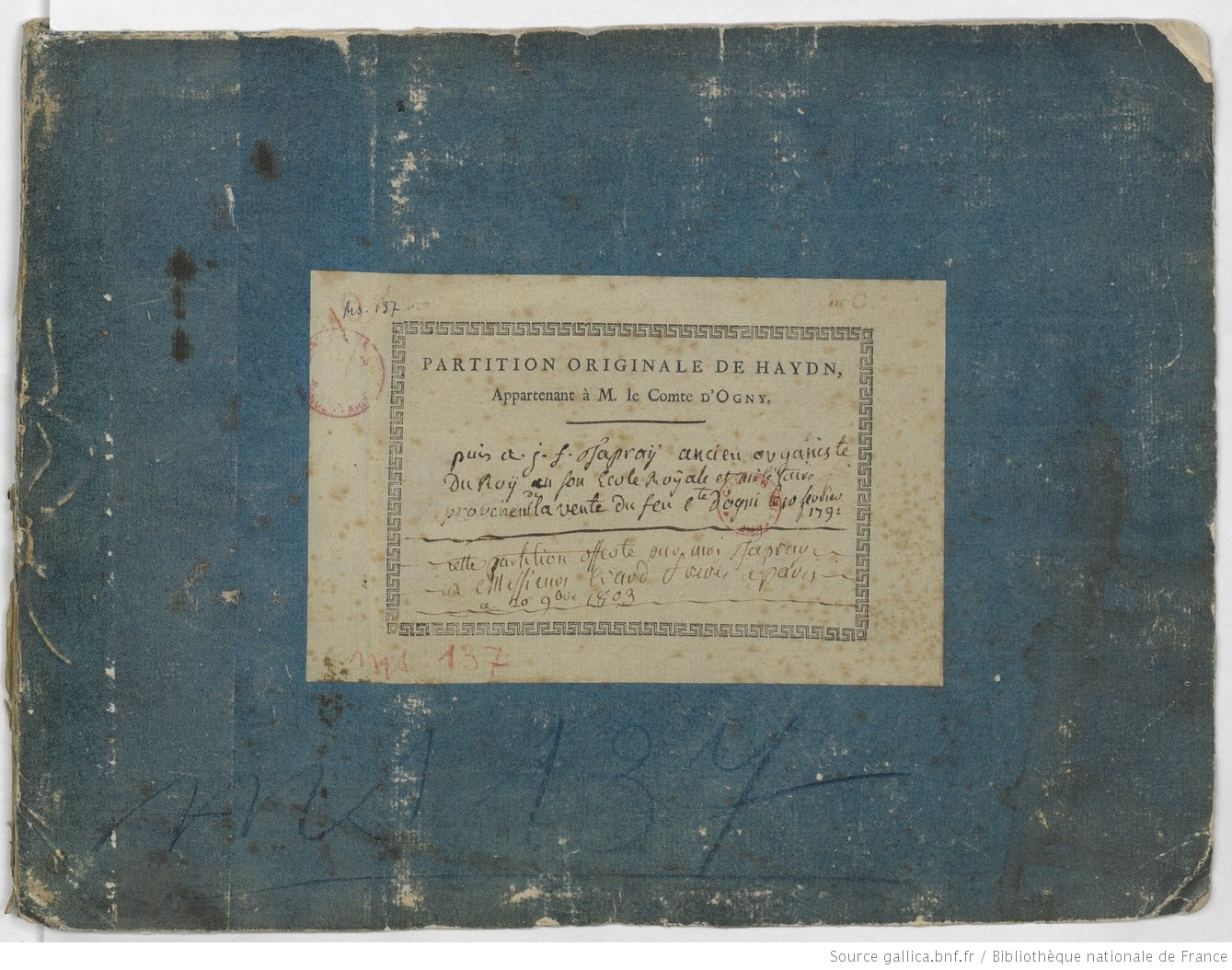
Portada del manuscrito autógrafo de la Sinfonía n.º 82 "El oso" de 1786.

La producción sinfónica del maestro austríaco puede dividirse a grandes rasgos en tres bloques temporales: el primer bloque (1757-1761) se corresponde con su periodo al servicio del conde Carl von Morzin (n.º 1 - n.º 5); el segundo bloque en la corte Esterházy (1761-1790 pero con la última sinfonía para el público de Esterházy en 1781); y el tercer bloque (1782-1795) comprende las Sinfonías de París (n.º 82 - n.º 87) y las Sinfonías de Londres (n.º 93 - n.º 104). El 1 de mayo de 1761 el compositor firmó su contrato como vice-kapellmeister (más tarde kapellmeister) de la familia Esterházy, que nominalmente duró 48 años, hasta su muerte.
La composición de esta serie de piezas se desarrolló entre 1784 y 1786. Este conjunto marca un punto de inflexión en la carrera del compositor. En aquel momento Haydn experimentaba una especie de monotonía compositiva en sus creaciones para la corte de Esterházy, mientras que las consideraciones comerciales le dificultaban experimentar en las obras que escribía a instancias de los editores. No es difícil entender por qué el compositor aceptó el encargo de estas sinfonías. Le dieron la oportunidad de estirar sus alas musicales, experimentar para crear algo personal y original a una escala mucho mayor que llegaría a un público más amplio que las obras destinadas a los Esterházy. La n.º 87, a pesar de su numeración como la última de las seis, fue concebida como la primera de la serie según se desprende de una carta fechada el 2 de agosto de 1787 a su editor, Artaria.

### La orquesta
Las Sinfonías de París se crearon para la gran orquesta de la Logia Olímpica, que fue el mayor conjunto orquestal que Haydn tuvo jamás a su disposición. Esta organización estaba formada tanto por profesionales como por hábiles aficionados. Su plantilla incluía una gran sección de cuerdas de hasta 40 violines y diez contrabajos, lo cual constituía una orquesta de extraordinarias dimensiones para la época. El propio conjunto de Haydn en Eszterháza nunca tuvo una plantilla que superase los veinticinco integrantes. Además contaba con refuerzos para las partes de las maderas con hasta cuatro efectivos de cada viento madera. En las seis sinfonías de esta serie, a excepción de la n.º 87, la mayor "prominencia [es] conferida a los instrumentos de viento madera". Las Sinfonías n.º 82 y 86 son las únicas de la colección que amplían el conjunto orquestal con trompetas y timbales. 
De acuerdo con Robbins Landon, «los músicos vestían espléndidos trajes azul cielo con elaborados volantes, y espadas en los costados». La orquesta tocaba en un amplio teatro, en los que las interpretaciones eran patrocinadas por la realeza, incluida la reina María Antonieta, a quien agradaba especialmente la Sinfonía n.º 85, dando lugar al sobrenombre de la misma («La Reina»).

## Recepción de las obras
El público parisino estaba bastante familiarizado con las sinfonías de Haydn, las cuales habían sido publicadas en París desde 1764. H. C. Robbins Landon, musicólogo y especialista en la vida y la obra de Haydn, escribe lo siguiente:

«A lo largo de los primeros años de la década de 1780, las sinfonías de Haydn fueron interpretadas en los numerosos conciertos parisinos con un éxito invariable, y numerosas editoriales -entre ellas, Guera in Lyon, Siber, Boyer, Le Duc y Imbault en París, etc.- hicieron pública cada nueva obra sinfónica de Haydn tan pronto como lograban una copia.»

De acuerdo con el compositor Luigi Cherubini, quien fue miembro de la orquesta, los mejores músicos de París ejecutaban en los estrenos de las sinfonías, que recibían con interés. Las obras eran también populares entre el público y la prensa, y pronto se publicaron en Londres y Viena, así como en París.
El crítico anónimo del periódico Mercure de France ensalzaba particularmente la habilidad de Haydn para escribir exposiciones «monotemáticas» en forma sonata:

«Este gran genio, que en cada una de sus piezas sabe cómo diseñar desarrollos tan ricos y variados a partir de un único tema  (sujeto) -muy distinto de esos compositores estériles que pasan constantemente de una idea a otra por no saber cómo presentar una misma idea de varias formas.»

Los críticos actuales también aprecian las obras. Robbins Landon las califica como «una sorprendente fusión de brillantez, elegancia, y calidez». Charles Rosen escribe:

«No hay un compás, incluso el más serio, de estas grandes obras que no esté marcado por el ingenio de Haydn; y su ingenio ha crecido ahora tan poderoso y tan eficiente que se ha convertido en una especie de pasión, una fuerza al mismo tiempo omnívora y creativa.»

## Las sinfonías
- Sinfonía n.º 82 en do mayor, "El oso" (1786).
- Sinfonía n.º 83 en sol menor, "La gallina" (1785).
- Sinfonía n.º 84 en mi bemol mayor, "In nomine Domini" (1786).
- Sinfonía n.º 85 en si bemol mayor, "La Reina" (1785).
- Sinfonía n.º 86 en re mayor (1786).
- Sinfonía n.º 87 en la mayor (1785).